# Награда Наташа Бошковић
Награда „Наташа Бошковић” је награда за уметничку игру. Установљена је 2012. године у знак поштовања и сећања на прву велику српску балерину Наташу Бошковић, знамениту уметницу, која је трајно задужила српску уметничку игру.
Додељује се балетском играчу изабраном међу уметницима професионалних позоришта, трупа и редова слободних уметника за најбољу интерпретацију класичног или неокласичног стила у области балетске уметности, а може се доделити и групи балетских играча или целокупном ансамблу једне представе.

## О награди
Удружење Балетских уметника Србије додељује награду а претходно установи сваке године стручни жири, који  објављује јавни позив институцијама  и  појединцима да пошаљу предлоге за Награду до одређеног рока. Ово јединствено признање додељује се на годишњем нивоу  до 2020. године, а од тада бијенално (сваке друге године).
На основу члана 45. Статута Удружења балетских уметника Србије, Председништво УБУС-а на састанку одржаном дана 26.10.2012. године, (председник је била  Анђелија Тодоровић),  доноси Правилник  о додели награде „Наташа Бошковић“. Председништво УБУС-а Анђелија Тодоровић, председник
Критеријуми за додељивање награде су:
1. да је балетска интерпретација остварена у делима класичног и неокласичног стила,
2. да је остврена улога трагалачка и иновативна и да се може означити као путоказ у развитку уметничке игре,
3. да уметник задовољава високе професионалне и уметничке критеријуме

За награду „Наташа Бошковић“ могу конкурисати све балетске интерпретације остварене у представама на територији Републике Србије које су премијерно изведене у периоду од 30. јуна протекле до 30. јуна текуће године. Награда се не мора доделити.
Награда „Наташа Бошковић“ се састоји од:
- плакете са ликом Наташе Бошковић,
- дипломе,
- новчаног износа чију висину одређује Председништво Удружења балетских уметника Србије у складу са финансијским могућностима за текућу годину.

Жири за доделу награде “Наташа Бошковић“ се састоји од 3 члана. Чланове жирија именује Председништво Удружења балетских уметника Србије на предлог Уметничког већа. Мандат чланова жирија траје годину дана са могућношћу продужетка мандата. Жири је самосталан у одлучивању о додели награде. Жири одлучује о начину свог рада, о избору председника, о заказивању седнице и вођењу расправа. Уколико члан жирија буде предложен за награду престаје му чланство у жирију, а Председништво Удружења балетских уметника Србије, на предлог Уметничког већа, именује новог члана. Да би предложени кандидат добио награду потребно је да добије већину гласова чланова жирија. Жири писмено образлаже своју одлуку и саопштава је јавно. Жири се обавезује да одлуку о добитнику награде донесе најкасније до 30. септембра године у којој се додељује награда.
Предлагачи кандидата могу бити професионална позоришта, појединци-балетски и плесни уметници, позоришни, балетски и плесни критичари, редакције стручних и часописа из области културе, као и уметничке установе и удружења. Предлози за награду “Наташу Бошковић“ достављају се на основу јавног позива-конкурса Удружењa балетских уметника Србије објављеног у дневној штампи штампи и интернет страници УБУС-а. Конкурс се објављује најмање 45 дана пре доделе награде. Предлози за додељивање награде у форми писаног образложења достављају се Удружењу балетских уметника Србије.
Награда „Наташа Бошковић“ се додељује до краја децембра текуће године, на свечаности коју организује Удружење балетских уметника Србије, у позоришту или установи у којој се изводи представа награђеног балетског играча. Награду уручује председник Удружења балетских уметника Србије.

## Лауреати
- Милош Маријан, солистa Балета Народног позоришта у Београду, за улогу принца Дезиреа у представи Успавана лепотица у кореографији Владимира Логунова, Народног позоришта у Београду (2012)
- Ана Ђурић, солиста Балета Српског народног позоришта, за улогу Одилије и Одете у балету Лабудово језеро  у кореографији Владимира Логунова (2014)
- Дејан Коларов и Игор Пастор, солисти Балета Народног позоришта у Београду, за улогу Доријана Греја у балету Слика Доријана Греја  у кореографији Владимира Логунова (2015)
- Душанка Каличанин, Бранкица Мандић, Ада Распор, Миља Русић, Татјана Татић, Сања Нинковић, Јованка Зарић, Маргарита Черомухина, Дејана Златановски и Стефани Ли Голдхан, чланице Балета Народног позоришта у Београду, за улогу Сванилдиних другарица у балету Копелија  у кореографији Љубинке и Петра Добријевића (2016)
- Игор Пастор, солиста Балета Народног позоришта у Београду, за улогу Базила у балету Дон Кихот  (Владимир Васиљев) (2017)[1]
- Андреј Колчериу, првак Балета Српског народног позоришта, за остварену улогу Армана Дивала у балету Дама с камелијама, у режији и кореографији Крунислава Симића (2019)[3]
- Татјана Татић, солисткиња балета Народног позоришта у Београду, за улогу Татјане у балету Евгеније Оњегин, у кореографији Лидије Пилипенко (2021)[4]
- Теодора Спасић, солисткиња балета Народног позоришта у Београду, за улогу Жизеле у  Балету Жизела у кореографији Леонид Лавровски (2023)[5]

Од 2018. године награде УБУС-а доделјују се бијенално и те године године награда није додељена.

## Реферанце
1. 1 2  „УБУС::награде”. www.ubus.org.rs. Приступљено 2024-11-21.
2. ↑  „правиолник о додели награде Наташа Бошковић” (PDF). УБУС. 4. 9. 2017. Приступљено 21. 11. 2024.
3. ↑  „У СНП-у уручена УБУС-ова награда „Наташа Бошковић“”. Српско народно позориште (на језику: српски). 2019-11-07. Приступљено 2024-11-21.
4. ↑  „Narodno pozorište u Beogradu”. Narodno pozorište u Beogradu (на језику: српски). Приступљено 2024-11-21.
5. ↑  „Народно позориште у Београду”. Народно позориште у Београду (на језику: српски). Приступљено 2024-11-21.
6. ↑  „Извештај о раду Пфредседништва УБУС-а за 2018. годину” (PDF). УБУС. 31. 12. 2018. Приступљено 21. 11. 2024.